# Pertusaria cryptostoma
Pertusaria cryptostoma är en lavart som beskrevs av Müll. Arg. Pertusaria cryptostoma ingår i släktet Pertusaria och familjen Pertusariaceae.   Inga underarter finns listade i Catalogue of Life.